# Jouy-le-Potier
Jouy-le-Potier ist eine französische Gemeinde mit 1.631 Einwohnern (Stand: 1. Januar 2022) im Département Loiret in der Region Centre-Val de Loire. Sie gehört zum Arrondissement Orléans und zum Kanton Beaugency. Die Einwohner werden Joviciens genannt.

## Geographie
Die Gemeinde Jouy-le-Potier liegt am Fluss Cosson, etwa 18 Kilometer südsüdwestlich von Orléans in der Seenlandschaft der Sologne. Im Nordosten der nach Fläche großen Gemeinde verläuft die Autoroute A71. Umgeben wird Jouy-le-Potier von den Nachbargemeinden Cléry-Saint-André im Norden, Mézières-lez-Cléry im Norden und Nordosten, Ardon im Nordosten und Osten, La Ferté-Saint-Aubin im Südosten, Ligny-le-Ribault im Süden, Lailly-en-Val im Westen sowie Dry im Nordwesten.

## Bevölkerungsentwicklung
| Jahr                       | 1962 | 1968 | 1975 | 1982 | 1990 | 1999 | 2006 | 2016 | 2022 |
| -------------------------- | ---- | ---- | ---- | ---- | ---- | ---- | ---- | ---- | ---- |
| Einwohner                  | 630  | 551  | 638  | 856  | 1187 | 1325 | 1351 | 1353 | 1631 |
| Quellen: Cassini und INSEE |      |      |      |      |      |      |      |      |      |

## Sehenswürdigkeiten
- Kirche Saint-Pierre, Monument historique seit 1935
- Schloss Le Lude, seit 2002 Monument historique
- Schloss Villefallier
- Schloss Montour
- Schloss Cendray
- Schloss Vignelles
- Wasserturm

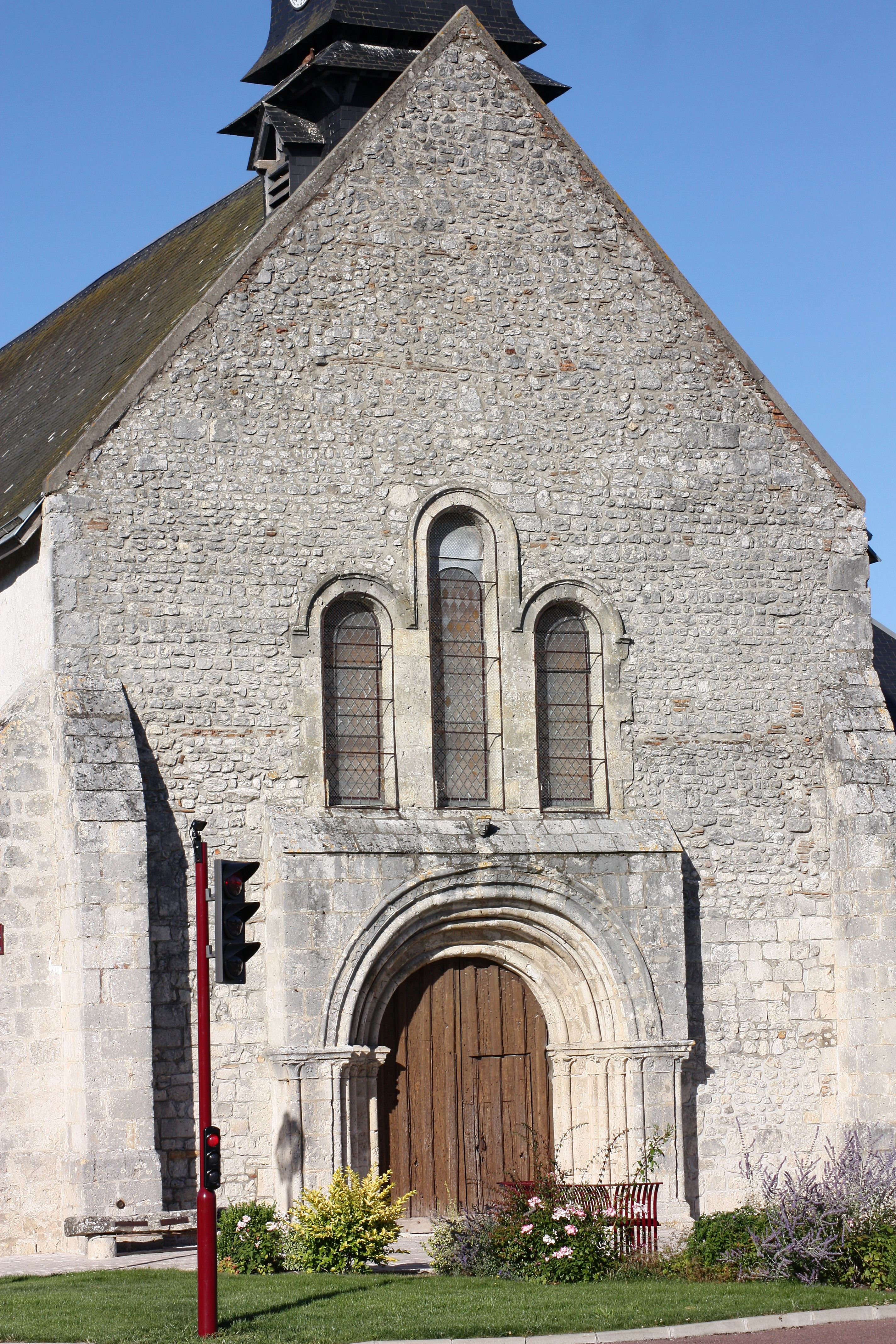
Kirche Saint-Pierre
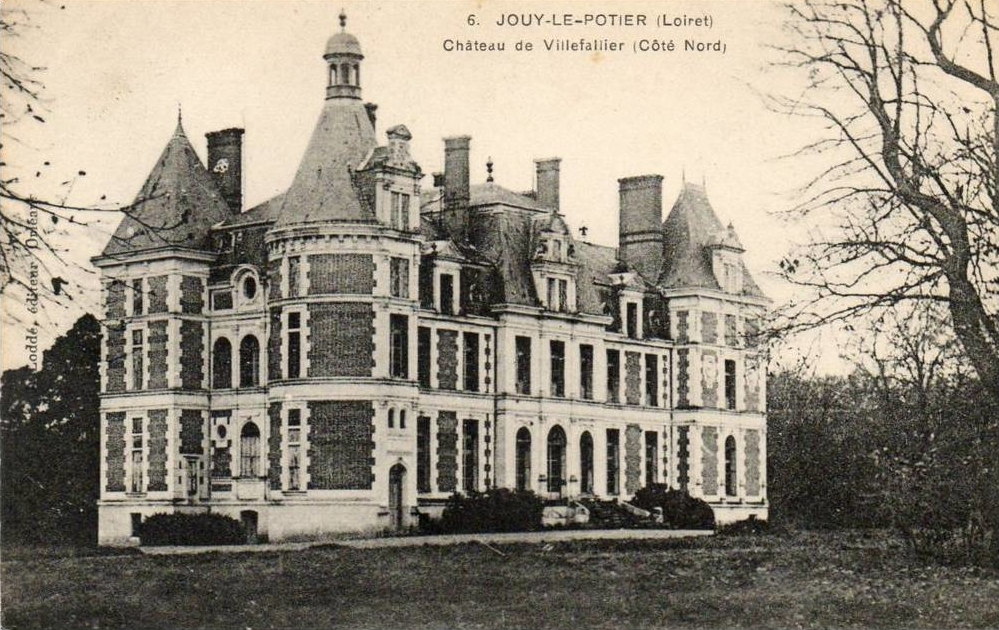
Alte Postkarte des Schlosses Villefallier